# Episodi di Cardfight!! Vanguard will+Dress
Cardfight!! Vanguard will+Dress (カードファイト!! ヴァンガード will+Dress?, Kādofaito!! Vangādo will+Dress) è stato trasmesso in Giappone dal 4 luglio al 26 settembre 2022 su TV Tokyo per un totale di 13 episodi. Le sigle sono BLACK&WHITE degli Argonavis ft. Nayuta Asahi (apertura) e Do the Dive di Call of Artemis (chiusura). I diritti di distribuzione al di fuori dell'Asia di questa stagione sono stati acquistati da Crunchyroll che l'ha pubblicata in versione sottotitolata in più Paesi, tra cui l'Italia.

Il logo della serie

Quattro mesi dopo la battaglia al castello di Nagoya, Yu-yu e i suoi amici ricevono un invito a un torneo. Quest'ultimo, chiamato "Deluxe", mira a determinare il Fighter più forte, riunendo sia i "Front Fighters" che sono attivi nei tornei ufficiali, sia i potenti "Counter Fighters" nascosti come "Blackout" che competono l'uno contro l'altro per dimostrare di essere il migliore. I personaggi introdotti in overDress gareggiano così con i nuovi personaggi di will+Dress come Raika, Michiru e Urara per diventare i più forti in assoluto.

## Lista episodi
| Nº serie | Nº | Titolo italiano Giapponese 「Kanji」 - Rōmaji                       | In onda           | In onda |
| Nº serie | Nº | Titolo italiano Giapponese 「Kanji」 - Rōmaji                       | Giapponese        |         |
| 1 (518)  | 1  | Un invito al futuro 「未来への招待状」 - Mirai e no jōtaijō         | 4 luglio 2022     |         |
| 2 (519)  | 2  | Spettacolo Deluxe 「デラックス開幕」 - Derakkusu kaimaku            | 11 luglio 2022    |         |
| 3 (520)  | 3  | Il cavaliere che spezza il cielo 「破天の騎士」 - Haten no kishi    | 18 luglio 2022    |         |
| 4 (521)  | 4  | XoverDress 「XoverDress」                                           | 25 luglio 2022    |         |
| 5 (522)  | 5  | Fioritura all'alba 「夜明けに咲く花」 - Yoake ni saku hana          | 1º agosto 2022    |         |
| 6 (523)  | 6  | La dimostrazione della leggenda 「伝説の証明」 - Densetsu no shōmei | 8 agosto 2022     |         |
| 7 (524)  | 7  | L'orgoglio di un guerriero 「戦士の誇り」 - Senshi no hokori        | 15 agosto 2022    |         |
| 8 (525)  | 8  | Last Ticket 「ラストチケット」 - Rasuto Chiketto                    | 22 agosto 2022    |         |
| 9 (526)  | 9  | Pensieri divisi 「それぞれの想い」 - Sorezore no omoi               | 29 agosto 2022    |         |
| 10 (527) | 10 | Sinfonia 「響き合う音色」 - Shinfonī                                | 5 settembre 2022  |         |
| 11 (528) | 11 | Dominatore VS Cavaliere 「天帝vs破天」 - Tentei vs Haten            | 12 settembre 2022 |         |
| 12 (529) | 12 | Il futuro è qui 「未来はここにある」 - Mirai wa koko ni aru         | 19 settembre 2022 |         |
| 13 (530) | 13 | DressxDress 「DressxDress」                                         | 26 settembre 2022 |         |